# 西が岡
西が岡（にしがおか）は、神奈川県横浜市泉区の地名。現行行政地名は西が岡一丁目から西が岡三丁目。住居表示未実施区域。

## 地理
泉区の東部に位置し、北東に岡津町、南に白百合、南西に中田東と中田北、西に中田町、北西に弥生台と接している。

### 地価
住宅地の地価は、2025年（令和7年）1月1日の公示地価によれば、西が岡1丁目22番9の地点で22万3000円/m²、西が岡3丁目15番16の地点で20万4000円/m²となっている。

## 歴史

### 沿革
- 1988年（昭和63年）1月10日 - 土地区画整理事業（西田）[7]に伴い、岡津町、新橋町、弥生台の各一部を分離し、西が岡一丁目〜三丁目を新設する[8]。
- 1995年（平成7年）6月6日 - 土地区画整理事業（西田第二）[7]に伴い、岡津町の一部を西が岡一丁目に、西が岡二丁目の一部を新設された桂坂へ編入する[9]。
- 1995年（平成7年）11月20日 - 住居表示の実施（泉区中田・岡津第一次地区）[10]に伴い、岡津町の一部を西が岡三丁目に編入する[9]。

### 町名の変遷
| 実施後       | 実施年月日                | 実施前（各町名ともその一部）     |
| ------------ | ------------------------- | -------------------------------- |
| 西が岡一丁目 | 1988年（昭和63年）1月10日 | 岡津町、新橋町、弥生台（各一部） |
| 西が岡二丁目 | 1988年（昭和63年）1月10日 | 岡津町（一部）                   |
| 西が岡三丁目 | 1988年（昭和63年）1月10日 | 岡津町（一部）                   |

## 世帯数と人口
2025年（令和7年）2月28日現在（横浜市発表）の世帯数と人口は以下の通りである。
| 丁目         | 世帯数    | 人口    |
| ------------ | --------- | ------- |
| 西が岡一丁目 | 603世帯   | 1,320人 |
| 西が岡二丁目 | 459世帯   | 1,029人 |
| 西が岡三丁目 | 527世帯   | 1,153人 |
| 計           | 1,589世帯 | 3,502人 |

### 人口の変遷
国勢調査による人口の推移。
| 年                 | 人口  |
| ------------------ | ----- |
| 1995年（平成7年）  | 3,872 |
| 2000年（平成12年） | 4,300 |
| 2005年（平成17年） | 4,154 |
| 2010年（平成22年） | 4,022 |
| 2015年（平成27年） | 3,824 |
| 2020年（令和2年）  | 3,623 |

### 世帯数の変遷
国勢調査による世帯数の推移。
| 年                 | 世帯数 |
| ------------------ | ------ |
| 1995年（平成7年）  | 1,224  |
| 2000年（平成12年） | 1,385  |
| 2005年（平成17年） | 1,388  |
| 2010年（平成22年） | 1,378  |
| 2015年（平成27年） | 1,394  |
| 2020年（令和2年）  | 1,413  |

## 学区
市立小・中学校に通う場合、学区は以下の通りとなる（2021年8月時点）。
| 丁目         | 番・番地等 | 小学校               | 中学校             |
| ------------ | ---------- | -------------------- | ------------------ |
| 西が岡一丁目 | 全域       | 横浜市立西が岡小学校 | 横浜市立領家中学校 |
| 西が岡二丁目 | 全域       | 横浜市立西が岡小学校 | 横浜市立領家中学校 |
| 西が岡三丁目 | 全域       | 横浜市立西が岡小学校 | 横浜市立領家中学校 |

## 事業所
2021年（令和3年）現在の経済センサス調査による事業所数と従業員数は以下の通りである。
| 丁目         | 事業所数 | 従業員数 |
| ------------ | -------- | -------- |
| 西が岡一丁目 | 36事業所 | 1,251人  |
| 西が岡二丁目 | 21事業所 | 141人    |
| 西が岡三丁目 | 14事業所 | 156人    |
| 計           | 71事業所 | 1,548人  |

### 事業者数の変遷
経済センサスによる事業所数の推移。
| 年                 | 事業者数 |
| ------------------ | -------- |
| 2016年（平成28年） | 63       |
| 2021年（令和3年）  | 71       |

### 従業員数の変遷
経済センサスによる従業員数の推移。
| 年                 | 従業員数 |
| ------------------ | -------- |
| 2016年（平成28年） | 1,321    |
| 2021年（令和3年）  | 1,548    |

## 交通
- 神奈川県道218号弥生台桜木町線

## 施設
- 横浜市立西が岡小学校
- 国際親善総合病院[20]
- 横浜市泉スポーツセンター[21]

## その他

### 日本郵便
- 郵便番号 : 245-0006[3]（集配局：横浜泉郵便局[22]）

### 警察
町内の警察の管轄区域は以下の通りである。
| 町丁         | 番・番地等 | 警察署   | 交番・駐在所   |
| ------------ | ---------- | -------- | -------------- |
| 西が岡一丁目 | 全域       | 泉警察署 | 弥生台駅前交番 |
| 西が岡二丁目 | 全域       | 泉警察署 | 弥生台駅前交番 |
| 西が岡三丁目 | 全域       | 泉警察署 | 弥生台駅前交番 |